# Kim Hyun-soo
Kim Hyun-soo (en hangul, 김현수; nacida el 23 de junio de 2000) es una actriz surcoreana. Ella ha protagonizado a menudo la versión más joven de la protagonista femenina en obras televisivas como Bridal Másk y Mi Amor de las Estrellas, antes de recibir su primer papel principal en El perjurio de Salomón.

## Carrera
Es miembro de la agencia HODU&U Entertainment (호두앤유엔터테인먼트).
Kim Hyun-soo empezó a trabajar en la industria del entretenimiento como modelo infantil. Debutó como una actriz en la película The Crucible, interpretando a una  estudiante que padece de abuso escolar debido a su sordera, logrando una nominación como mejor actriz de reparto en los 49th Grand Bell Awards. Kim entonces protagonizó como la versión joven de exitosos dramas, tales como Deep Rooted Tree, Bridal Mask, y Mi Amor de las Estrellas. su primer personaje regular en televisión fue en Gunman in Joseon.
En 2016 actuó junto a Kim Hye-soo en la bien recibida película de comedia romántica Familyhood, como la enredada chica de instituto que resultó con un embarazo adolescente. posteriormente, Kim ha sido lanzada como protagonista por primera vez en el drama de misterio adolescente de JTBC, Solomon's Perjury.

## Filmografía

### Series de televisión
| Año         | Título                                 | Personaje                    | Canal | Notas |
| ----------- | -------------------------------------- | ---------------------------- | ----- | ----- |
| 2011        | 49 Days                                | Shin Ji-min joven            | SBS   |       |
| 2011        | Deep Rooted Tree                       | Dam/So-yi joven              | SBS   |       |
| 2011        | Living in Style                        | Jo Han-yi joven              | SBS   |       |
| 2011        | High Kick: Revenge of the Short Legged | Kim Ji-won joven             | MBC   |       |
| 2012        | Bridal Mask                            | Boon-yi/Mok-dan/Esther joven | KBS2  |       |
| 2012        | Dream of the Emperor                   | Princesa Seungman joven      | KBS1  |       |
| 2013        | Good Doctor                            | Na In-hae                    | KBS2  |       |
| 2013        | My Love from the Star                  | Cheon Song-yi joven          | SBS   | [ 8 ] |
| 2014        | Gunman in Joseon                       | Park Yeon-ha                 | KBS2  |       |
| 2016 - 2017 | Solomon's Perjury                      | Go Seo-yeon                  | JTBC  |       |
| 2018        | Mother                                 | Kang Soo-jin (de joven)      | tvN   |       |
| 2019        | Biggest Fan                            | Jung Yu-hee                  | vLive |       |
| 2019        | Goo Hae-ryung, la historiadora novata  | So Young-hwa                 | MBC   |       |
| 2020 - 2021 | Penthouse: War In Life                 | Bae Ro-na                    | SBS   |       |
| 2021        | Penthouse: War In Life 2               | Bae Ro-na                    | SBS   |       |
| 2021        | Penthouse: War In Life 3               | Bae Ro-na                    | SBS   |       |
| 2022        | Artificial City                        | Do Eun-young                 | JTBC  |       |

### Películas
| Año  | Título          | Rol             | Notes                                |
| ---- | --------------- | --------------- | ------------------------------------ |
| 2010 | Try to Remember |                 | Extra                                |
| 2011 | Silenced        | Kim Yeon-doo    |                                      |
| 2012 | Horror Stories  | Seon-yi         | segmento: "Don't Answer to the Door" |
| 2013 | The Five        | Kim Ga-young    |                                      |
| 2014 | Murderer        | Ji-soo          | [ 9 ]                                |
| 2015 | The Treacherous | Dan-hee (joven) |                                      |
| 2016 | Familyhood      | Kim Dan-ji      |                                      |
| 2018 | The Swordsman   | Tae-ok          |                                      |
| 2018 | Be with You     | Soo-ah (joven)  | [ 10 ]                               |

### Espectáculos de variedades
| Año  | Título                         | Red  | Notas                                       |
| ---- | ------------------------------ | ---- | ------------------------------------------- |
| 2021 | Knowing Bros (Ask Us Anything) | JTBC | invitada - junto a Choi Ye-bin y Jin Ji-hee |
| 2021 | Tiki taCAR                     |      | invitada - junto a Jo Soo-min y Choi Ye-bin |
| 2014 | Star Friends                   | KBS2 | Miembro de reparto                          |

### Presentadora
| Año  | Programa         | Notas                                              |
| ---- | ---------------- | -------------------------------------------------- |
| 2021 | Show! Music Core | presentadora invitada - junto a Chani y Kim Min-ju |

### Vídeos musicales
| Año  | Título de canción | Artista(s)    |
| ---- | ----------------- | ------------- |
| 2014 | "Sogyeokdong"     | IU, Seo Taiji |

### Revistas / sesiones fotográficas
| Año  | Título                | Notas                                          |
| ---- | --------------------- | ---------------------------------------------- |
| 2021 | Cosmopolitan Magazine | junto a Kim Young-dae - (publicación de marzo) |

## Premios y nominaciones
| Año  | Premio                   | Categoría                           | Trabajo nominado              | Resultado | Ref.          |
| ---- | ------------------------ | ----------------------------------- | ----------------------------- | --------- | ------------- |
| 2012 | 49th Grand Bell Awards   | mejor actriz de reparto             | The Crucible                  | Nominada  |               |
| 2012 | KBS Drama Awards         | mejor actriz revelación             | Bridal Mask                   | Nominada  |               |
| 2013 | KBS Drama Awards         | mejor actriz revelación             | Good Doctor, The King's Dream | Nominada  |               |
| 2014 | 3rd APAN Star Awards     | mejor actriz revelación             | My Love from the Star         | Ganadora  | [ 17 ]        |
| 2014 | KBS Drama Awards         | mejor actriz revelación             | Gunman in Joseon              | Nominada  |               |
| 2020 | 28th SBS Drama Award     | mejor actor/actriz juvenil/infantil | Penthouse: War In Life        | Ganadora  | [ 18 ] [ 19 ] |
| 2021 | 57th Baeksang Arts Award | mejor actriz revelación             | Penthouse: War In Life        | Nominada  | [ 20 ] [ 21 ] |